# Lei constitucional de 1867
A Lei Constitucional de 1867 (em inglês, Constitution Act, 1867, em francês, Loi constitutionnelle de 1867, anteriormente denominada Lei da América do Norte Britânica de 1867) é um estatuto legal que criou o Domínio do Canadá a partir de três províncias separadas: o Baixo Canadá, o Alto Canadá, Nova Escócia e Nova Brunswick na América do Norte Britânica, permitindo na seqüência com que outras colônias se juntassem a elas.
Compreende grande parte da Constituição do Canadá. A lei define em grande parte o funcionamento do Governo do Canadá, bem como de sua estrutura federativa, funcionamento da Câmara dos Comuns, do Senado, o sistema judiciário e o sistema fiscal. Recebe seu nome atual em 1982, durante o repatriamento da constituição. Recebeu emendas, como o artigo 92A que deu às províncias um maior controle sobre seus recursos naturais não renováveis.
A versão em inglês da Lei Constitucional de 1867 é a única com estatuto oficial, sendo a única com força de lei e invocada nos tribunais. O artigo 55 da Lei Constitucional de 1982 previa a redação e endosso legal de uma versão francesa oficial, mas não chegou a ser adotada.

## Domínio do Canadá
A Lei da América do Norte Britânica de 1867 foi promulgada pelo Parlamento do Reino Unido e estabeleceu o Domínio do Canadá. Reuniu as colônias britânicas na América do Norte na então chamada Província do Canadá. As províncias do Alto Canadá e Baixo Canadá foram renomeadas respectivamente como Ontário e Quebec. O Ontário de maioria anglófona e o Quebec francófono, bem como Nova Brunswick e a Nova Escócia tinham a mesma representatividade no Senado, onde tinham o mesmo número de senadores. Esta Confederação foi criada afim de contrariar o Destino Manifesto, para a defesa dos territórios britânicos. Os Estados Unidos já haviam ameaçado os territórios em invasões durante a Guerra anglo-americana de 1812 e durante a Guerra da Independência dos Estados Unidos.